# Учитель английского (фильм)
«Учитель английского» (англ. The English Teacher) — американский комедийный художественный фильм 2013 года режиссёра Крейга Зиска. Главные роли исполнили Джулианна Мур и Майкл Ангарано.

## Сюжет
45-летняя Линда Синклер (Джулианна Мур) живёт непримечательной жизнью одинокой учительницы. Она с детства увлекается литературой, а переживания и эмоции героев книг вполне заменяют сильные эмоции в её настоящей жизни.
Однажды она случайно встречает своего бывшего талантливого ученика Джейсона Шервуда (Майкл Ангарано) — несостоявшегося драматурга, который даёт прочитать ей свою новую пьесу. Линда находит данное произведение весьма талантливым и даёт его на прочтение школьному постановщику пьес Карлу Капинасу (Нейтан Лейн), который выражает желание поставить её на школьной сцене. Вместе с Линдой они уговаривают руководство школы «дать добро» на эту затею. Директор школы соглашается только при условии, что финал пьесы будет другим, а не тем, где фигурируют многочисленные смерти героев.
Джейсон даёт понять, что его пьеса является отражением его собственной жизни, и что толчком к её написанию послужили трудные отношения с отцом (Грег Киннир), который якобы насильно заставил поступить его на юридический и всячески подавляет в нём талант драматурга. Линда проникается ранимой душой и талантом бывшего ученика. Она всячески его поддерживает, в том числе защищает перед отцом. В итоге, такие отношения обернулись мимолётной страстью, и они занялись сексом прямо в классном кабинете школы.
По случайности, об этой подробности личной жизни учительницы стало известно всей школе, что послужило поводом для насмешек над ней и даже привело к увольнению. Правда, вскоре её попросили вернуться и взять на себя руководство над постановкой пьесы, премьера которой была под угрозой срыва из-за попадания в больницу Карла Капинаса. Однако новый финал, написанный Карлом, не вязался с предыдущим развитием сюжета пьесы и, по этому с неодобрением воспринимался среди актёров, и, скорее всего, вызвал бы негативную реакцию зрителей. Линда согласилась не только вернуться, но даже написала ещё одну концовку пьесы, которая не заканчивалась смертями, но представляла собой доказательство того, что смерть или отчуждение не являются выходом из трудного положения, и обязательно нужно двигаться дальше.

## В ролях
| Актёр            | Роль                    |
| ---------------- | ----------------------- |
| Джулианна Мур    | Линда Синклер           |
| Майкл Ангарано   | Джейсон Шервуд          |
| Нейтан Лейн      | Карл Капинас            |
| Грег Киннир      | доктор Том Шервуд       |
| Лили Коллинз     | Хэлли Андерсон          |
| Джессика Хект    | директриса Труди Слокам |
| Норберт Лео Бутц | Фил Пиласки             |